# Centre de financement et de développement du logement en Finlande
Pour les articles homonymes, voir ara.
Le Centre de financement et de développement du logement (finnois : Asumisen rahoitus- ja kehittämiskeskus, sigle ARA) est une agence gouvernementale rattachée au ministère de l'Environnement et chargée de la mise en œuvre de la politique du logement de l'État.

## Présentation
L'ARA est une agence dont la mission est la mise en œuvre de la politique du logement social. ARA est un partenaire expert, développeur et modernisateur de logements et fait la promotion de logements écologiquement durables, de haute qualité et à prix raisonnable.